# Garcinia montana
Garcinia montana là một loài thực vật có hoa thuộc họ Clusiaceae.
Loài này chỉ có ở Malaysia.